# Junayd
Ne doit pas être confondu avec Djoneid.
Pour les articles homonymes, voir Al-Baghdadi.
 (janvier 2020).
Si vous disposez d'ouvrages ou d'articles de référence ou si vous connaissez des sites web de qualité traitant du thème abordé ici, merci de compléter l'article en donnant les références utiles à sa vérifiabilité et en les liant à la section « Notes et références ».
Junayd (arabe : الجنيد), nom complet Abû l-Qāsim al-Junayd ibn Muḥammad al-Khazzāz al-Baghdādī (arabe : أبو القاسم الجنيد بن محمد الخزاز البغدادي), né vers 830 à Nihawand dans le Djibāl (ancienne Médie), et mort en 910 à Bagdad — qui était à ce moment la capitale du Califat abbasside — est une haute figure du soufisme de la période classique (VIIe au Xe siècle), qui fut un très grand maître spirituel (« Le seigneur de la Tribu spirituelle » est l'un de ses surnoms).
Al-Junayd est reconnu comme étant un descendant du Prophète de l'Islam Mahomet via son petit-fils Al-Hussein ibn Ali ibn Abi Talib.

## Biographie
La famille de Junayd était originaire de Nihâwand (actuelle Nahavand , en Iran) , dans la région du Jibâl, au Nord-Ouest de l'Iran. Après la conquête arabe de la Perse (654), des relations commerciales fructueuses se développèrent entre la ville et l'Irak, et il est probable que les ancêtres de Junayd soient allés s'installer, avec d'autres groupes de commerçants, à Bagdad.
C'est dans cette ville qu'il naît vers 830. Son père était marchand de flacons. Junayd fut sans doute lui-même d'abord marchand de soierie, comme le laisse entendre le terme de khazzâz que l'on trouve dans son nom complet,.

### Formation
Junayd était encore jeune quand son père mourut, et c'est son oncle maternel, le soufi Sarî Saqatî (m. en 867), qui le prit en charge. Junayd commença par étudier le Coran, le hadîth et la Sunna, ainsi que le droit musulman auprès d'Abû Thawr, dont on sait qu'il est mort en 854. Junayd avait à ce moment une vingtaine d'années, et ce détail permet de supputer qu'il a dû naître vers 830. Ce cursus laisse penser que la vocation spirituelle de Junayd a été relativement tardive.
Il semble avoir été lui-même un juriste brillant, qui par la suite enseigna aussi le droit, et ses cours lui attirèrent l'admiration d'un grand docteur shaféite comme Ibn Surayj. Il s'illustra dans différentes affaires juridiques et sa réputation d'homme de loi lui permit d'échapper au procès et à la persécution que connurent plusieurs soufis sous la régence d'al-Muwaffaq.

### Vocation spirituelle

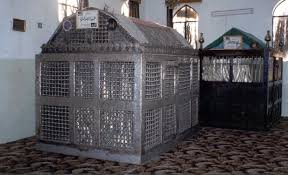
Au premier plan, le monument funéraire de Junayd, à Bagdad. Derrière, en bois, celui de son oncle, Sari Saqatî.

L'attirance vers la spiritualité s'est donc vraisemblablement manifestée après sa formation auprès d'Abû Thawr, et dès ce moment, Junayd devint le disciple de Harith al-Muhasibi et de Sarî Saqatî ; mais le premier mourut assez vite, en 857, non sans avoir exercé une influence considérable sur les conceptions que développera son élève. Ils étaient proches l'un de l'autre et ressentaient une amitié mutuelle.

### Le maître spirituel
Junayd a eu plusieurs disciples, et il a sans doute été le maître spirituel du célèbre soufi Mansur al-Hallâj, même si une autre tradition — sans doute polémique — rapporte qu'il ne voulut jamais recevoir Hallâj. Louis Massignon relève que la légende populaire selon laquelle Junayd avait un lien affectif fort avec Hallâj et l'admirait comme mystique tout en le critiquant comme canoniste pourrait bien provenir de sources authentiques.

### Famille et mort
Junayd eut une fille et un fils — qui fut condamné à la décapitation pour crime. Il est dans le mausolée de son oncle Sarî Saqatî qui se trouve dans le Cimetière de sheikh al-Maarouf, cimetière appelé aussi ShunIziyya et situé sur la rive ouest de Bagdad.

## Œuvre
Neuf traités de Junayd nous sont parvenus.

## Pensée
Junayd représente avec Harith al-Muhasibi une orientation spirituelle où la lucidité l’emporte sur l’ivresse. En cela, il prône une certaine prudence pour ce qui est des témoignages d’expériences mystiques qui pourraient égarer les croyants de la loi révélée.
Néanmoins, il puise dans le Coran et la Sunna les explications des déclarations de certains soufis comme Bistami, Ibn 'Aṭâ, ou encore Al Hallaj qu’il eut d’ailleurs un temps pour disciples. Selon lui, le ravissement spirituel prend sa source dans le pacte ontologique (Mithaq) que Dieu conclut avec Ses créatures en leur demandant – « Ne suis-Je point Votre Seigneur ? ».
Cet engagement primordial de l’humanité rejaillit chez les soufis sous la forme de l’ivresse, du ravissement, voire de l’extinction en Dieu où la créature se confond avec son Créateur comme la goutte d’eau dans l’océan.
Ainsi les propos extatiques de certains soufis sont-ils éclairés : « Celui qui s’abîme dans les manifestations de la Gloire s’exprime selon ce qui l’anéantit; quand Dieu le soustrait à la perception de son moi et qu’il ne constate plus en lui que Dieu, il Le décrit. » Cela n’est pas sans rappeler les paroles d’al-Hallaj sur la Vérité (al-Haqq). Aussi Junayd considère-t-il que l’état d’extinction (fana) doit être impérativement dépassé pour parvenir à la sobriété extérieure et donc à un soufisme socialement possible. Un proverbe soufi exprime cette réalité : « Il faut avoir le corps dans la boutique et le cœur dans la Présence divine. »
L’enseignement de Junayd, compilé dans des épîtres, où il traite aussi bien de la métaphysique de l'Être que des règles de la Voie, permit à l’Islam de s’appuyer sur des bases solides avant de déployer les grands systèmes de sa théologie mystique. Son énorme influence lui valut le surnom de « Prince de l’Ordre » et la grande majorité des futures confréries soufies remonteront de fait à la « Voie de Junayd. »